# Confessions d'un homme dangereux
Pour plus de détails, voir Fiche technique et Distribution.
Confessions d'un homme dangereux (Confessions of a Dangerous Mind) est un film germano-britannico-américain réalisé par George Clooney et sorti en 2002. Il s'agit du premier long métrage de l'acteur comme réalisateur. Il s'agit d'une adaptation de l'autobiographie de Chuck Barris — joué par Sam Rockwell — quoique sa véridicité soit débattue.
Le film reçoit globalement de bonnes critiques dans la presse à sa sortie, malgré un résultat décevant au box-office. Le film reçoit par ailleurs plusieurs prix dont l'Ours d'argent du meilleur acteur pour Sam Rockwell.

## Synopsis
Chuck Barris (Sam Rockwell) est un producteur de jeux télévisés et selon son autobiographie agent secret à la CIA. Il est le créateur de plusieurs émissions populaires aux États-Unis comme The Dating Game et The Newlywed Game.
Tout en menant sa vie de producteur de jeux télévisés, il est recruté comme tueur à gages et coaché à la CIA par Jim Byrd (George Clooney). Ce dernier lui donne l'idée d'utiliser les voyages gagnés par les candidats au Dating Game pour mener à bien ses missions, en Europe notamment. À l'étranger Chuck Barris a pour contact Patricia Watson (Julia Roberts).

## Fiche technique
- Titre original : Confessions of a Dangerous Mind
- Titres français et québécois : Confessions d'un homme dangereux
- Réalisation : George Clooney
- Scénario : Charlie Kaufman, d'après l'autobiographie du même nom de Chuck Barris
- Musique : Alex Wurman
- Direction artistique : Isabelle Guay, Nicolas Lepage et Jean-Pierre Paquet
- Décors : James D. Bissell, Louis Dandonneau, Anne Galéa et Robert Greenfield
- Costumes : Renée April
- Photographie : Newton Thomas Sigel
- Montage : Stephen Mirrione
- Son : Edward Tise
- Production : Andrew Lazar
  - Coproduction : Jeffrey Sudzin
  - Production déléguée : Stephen Evans, Jonathan Gordon, Rand Ravich, Steven Soderbergh, Bob et Harvey Weinstein
  - Coproduction déléguée : Far Shariat
  - Production associée : Amy Minda Cohen et Gym Hinderer
- Sociétés de production : Miramax Films, Mad Chance, Section Eight, Mel's Cite du Cinema et JVS & Co.
- Sociétés de distribution : Miramax Films (États-Unis), TFM Distribution (France)
- Budget : 30 millions de dollars[1]
- Pays de production :  États-Unis,  Royaume-Uni,  Allemagne
- Langue originale : anglais
- Format : couleur — 35 mm — 2,35:1 (Panavision) — son Dolby Digital
- Genre : Comédie dramatique, espionnage, biopic, thriller
- Durée : 113 minutes
- Dates de sortie[2] :
  - États-Unis : 11 décembre 2002 (première à Westwood)
  - États-Unis : 31 décembre 2002 (sortie limitée), 24 janvier 2003 (sortie nationale), 15 août 2003 (ressortie)
  - France : 11 juin 2003
- Classification[3] :
  - États-Unis : R - Restricted (en raison de la violence, du contenu sexuel et du langage[N 1])
  - France : tous publics

## Distribution
- Sam Rockwell (VF : Arnaud Bedouët, VQ : Gilbert Lachance) : Chuck Barris
- Drew Barrymore (VF : Dominique Léandri, VQ : Christine Bellier) : Penny Pacino
- George Clooney (VF : Samuel Labarthe, VQ : Luis de Cespedes) : Jim Byrd
- Julia Roberts (VF : Céline Monsarrat, VQ : Marie-Andrée Corneille) : Patricia Watson
- Maggie Gyllenhaal (VF : Caroline Delauney) : Debbie
- Jennifer Hall (VF : Marie Donnio, VQ : Viviane Pacal) : Georgia
- Rutger Hauer (VQ : Jean-Marie Moncelet) : Keeler
- Jerry Weintraub (VF : Jean-Claude Legay) : Larry Goldberg
- Rachelle Lefèvre : Tuvia, à 25 ans
- Robert John Burke (VF : Éric Herson-Macarel[N 2], VQ : Éric Gaudry) : l'instructeur Jenks
- Chelsea Ceci (VF : Adeline Chetail) : Tuvia, à 8 ans
- Michael Cera : Chuck, de 8 à 11 ans
- Dick Clark (VF : Gilbert Beugniot) : lui-même
- Chuck Barris : dans son propre rôle aujourd'hui

Caméos
- Matt Damon et Brad Pitt font une apparition éclair durant le film, en tant que candidats au Dating Game

 Source et légende : version française (VF) sur RS Doublage, VoxoFilm et AlloDoublage
 Source et légende : version québécoise (VQ) sur Doublage.qc.ca

## Production

### Développement

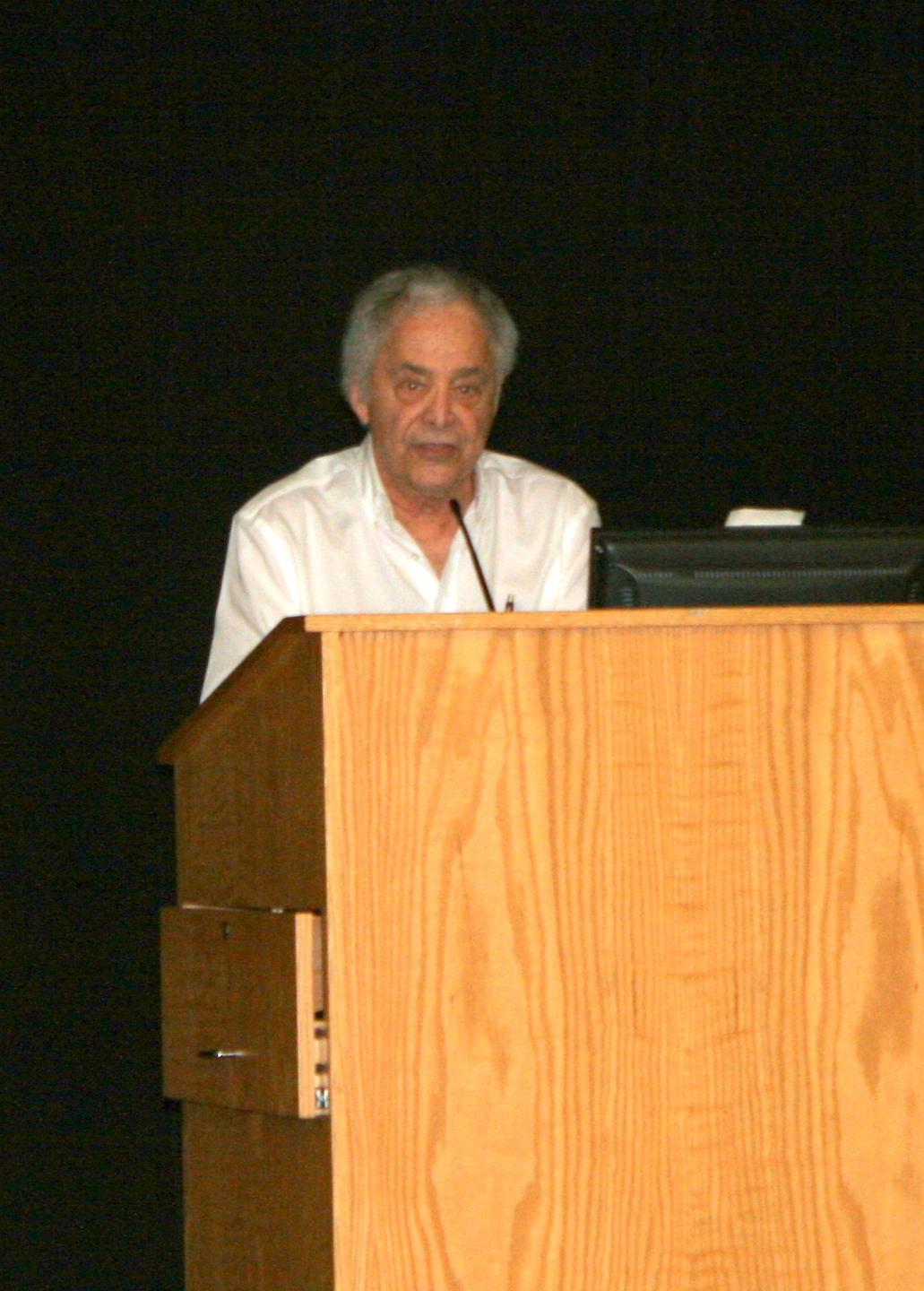
Chuck Barris en 2010, dont l'histoire et le livre inspirent le film.

Chuck Barris avait déjà vendu les droits de son œuvre à Columbia Pictures dans les années 1980. Le réalisateur Jim McBride est alors engagé et il propose le rôle principal à Richard Dreyfuss, qui refuse. Cependant, le projet tombe à l'eau lorsque le président de la Columbia, à l'époque Dawn Steel, est renvoyé.
Le producteur Andrew Lazar relance le projet en 1997 avec Warner Bros., après qu'on lui a présenté le livre de Chuck Barris :

« Mon collaborateur de longue date et actuel associé, Rand Ravich, l'avait découvert chez un bouquiniste et me l'avait signalé. J'ai tout de suite été attiré par l'extrême originalité du matériau et le fait qu'il tournait autour de deux grandes obsessions américaines : la télévision et la CIA. »

— Andrew Lazar
Charlie Kaufman est rapidement embauché pour écrire le script, qui est ensuite validé par Chuck Barris. À l'époque, Curtis Hanson doit réaliser le film avec Sean Penn en vedette, épaulé par Drew Barrymore et George Clooney
Après le désistement de Curtis Hanson, Paul John Hogan est approché en janvier 1998, à la suite du succès de Le Mariage de mon meilleur ami (1997). Mike Myers signe alors pour remplacer Sean Penn, qui a également quitté le projet. Après un nouvel échec des négociations avec Paul John Hogan, les réalisateurs Sam Mendes, David Fincher et Darren Aronofsky sont approchés. En avril 2000, David Fincher et Mike Myers sont quasiment sur le point de réaliser. En octobre 2000, Brian De Palma entre dans l'affaire avec la société Renaissance Pictures comme co-fiancement. Mais Warner Bros. met rapidement le projet en suspens et Mike Myers quitte définitivement le projet. On parle ensuite de Russell Crowe, Kevin Spacey et Edward Norton.
En décembre 2000, Ben Stiller entre en négociation pour incarner Chuck Barris sous la direction de Bryan Singer et avec à nouveau Clooney comme second rôle. Mais Ben Stiller sera obligé de quitter le projet en raison des films Zoolander et La Famille Tenenbaum. En janvier 2001, Bryan Singer lance cependant la pré-production du film avec Johnny Depp et un budget de 35 millions de dollars. Mais ce budget ne suffit pas et Singer cherche un partenariat auprès de Grosvenor Park Productions, mais en février 2001 rien ne se passe. Miramax Films s'empare alors du film et développe le projet.
Engagé sur X-Men 2, Bryan Singer quitte le projet et George Clooney hérite de la réalisation. Le film est financé par sa société Section Eight (fondée avec Steven Soderbergh) ainsi que Village Roadshow Pictures et Mad Chance (la société de Andrew Lazar), Allied Filmmakers et The Kushner-Locke Company.
Charlie Kaufman révèle son amertume de ne jamais avoir été contacté par Clooney lors de la conception du film.

### Attribution des rôles
Après tous les acteurs cités dans les précédentes tentatives, Sam Rockwell était le seul choix de George Clooney pour incarner Chuck Barris.

« Je n'avais encore jamais incarné de personnage réel. Je me sentais donc responsable à l'égard de Chuck, mais ce n'était pas comme si j'avais dû jouer Elvis ou Roosevelt. Beaucoup de gens n'ont jamais vu Chuck Barris ou n'en ont qu'un vague souvenir. Il était donc vain de l'imiter. »

— Sam Rockwell
Il s'agit de la deuxième fois que Sam Rockwell et Drew Barrymore jouent ensemble, après avoir partagé la vedette du film Charlie et ses drôles de dames en 2000. Ils se retrouveront à nouveau en 2009 pour Everybody's Fine.
George Clooney retrouve ici Julia Roberts ainsi que dans des caméos Brad Pitt et Matt Damon. Ils sont tous ensemble à l'affiche d'Ocean's Eleven et Ocean's Twelve de Steven Soderbergh.

### Tournage
Le tournage a lieu de janvier à avril 2002. Il se déroule notamment en Californie (Santa Clarita, Veluzat Motion Picture Ranch), en Arizona (Tucson et notamment son White Stallion Ranch, Nogales), les Infinite Horizon Studios à Orlando en Floride, ainsi qu'à Montréal au Canada et Nogales au Mexique,.

## Sortie et accueil

### Critique
Confessions d'un homme dangereux obtient dans l'ensemble des critiques favorables, que ce soit dans les pays anglophones ou en France. Le site Rotten Tomatoes lui attribue un pourcentage de 79 % dans la catégorie All Critics, basé sur 159 commentaires – 126 favorables et 33 défavorables – et une note moyenne de 7.2⁄10 et un pourcentage de 84 % dans la catégorie Top Critics, basée sur 32 commentaires – 27 favorables et 5 défavorables – et une note moyenne de 7.4⁄10. Le site Metacritic lui attribue une moyenne de 67⁄100 basé sur 33 critiques – 22 positives, 8 mitigées et 3 négatives.
Le site Allociné, quant à lui, a recensé les critiques de la presse francophone et lui attribue une note moyenne de 3.8⁄5, basé sur 21 titres de presse.

### Box-office
En dépit de bonnes critiques, Confessions d'un homme dangereux ne connaît pas de succès commercial lors de sa sortie en salles : ayant bénéficié d'une sortie limitée aux États-Unis, il démarre à la 60e place du box-office avec 82 515 dollars de recettes, suivi d'un cumul de 499,624 dollars en troisième semaine. Sorti sur l'ensemble du territoire américain fin janvier 2003, le film fait une spectaculaire remontée à la huitième place et 8 millions de dollars de recettes. Cependant, le film chute de places en places au fil des semaines, pour finir avec 16 millions de dollars de recettes, ce qui constitue un échec commercial, au vu de son budget de 29 millions de dollars.
En France, le film totalise 340 143 entrées, se classant à la 116e place du box-office français en 2003.
À l'étranger, le film a rapporté 17 millions de dollars, faisant un cumul de 33 millions de dollars de recettes dans le monde (recettes américaines et internationales).

## Distinctions
Source : Internet Movie Database
National Board of Review 2002
Meilleur scénario pour Charlie Kaufman, également pour Human Nature et Adaptation
Prix spécial pour George Clooney
Berlinale 2003
Ours d'argent du meilleur acteur pour Sam Rockwell
En compétition pour l'Ours d'or du meilleur film
Critics Choice Awards 2003
Critics Choice Award du meilleur scénariste pour Charlie Kaufman, également pour Adaptation
Chicago Film Critics Association Awards 2003
Chicago Film Critics Association Award de l'actrice la plus prometteuse pour Maggie Gyllenhaal, également pour Adaptation et La Secrétaire
Satellite Awards 2003
Nomination au Satellite Award du meilleur acteur dans un film musical ou une comédie pour Sam Rockwell
Golden Trailer Awards 2003
Nomination au Golden Trailer Award de la bande-annonce la plus originale
Phoenix Film Critics Society Awards 2003
PFCS Award du meilleur acteur pour Sam Rockwell
Nomination au PFCS Award du meilleur scénario adapté pour Charlie Kaufman
Nomination au PFCS Award de la meilleure utilisation de musiques enregistrées préalablement à la sortie du film
Las Vegas Film Critics Society Awards 2003
Sierra Award du meilleur film
Motion Picture Sound Editors 2003
Nomination au Golden Reel Award du meilleur montage musical pour Andrew Silver et Stephen Lotwis

## Véridicité de l'œuvre
Le film s'inspire de l'autobiographie de Chuck Barris dans laquelle il dévoile avoir été agent secret : 

« Mon nom est Chuck Barris. J'ai écrit des chansons pop, j'ai été producteur de télévision, j'ai inondé le petit écran d'émissions d'une terrifiante débilité. Et j'ai tué trente-trois personnes. »

— Chuck Barris
Cependant, rien ne prouve officiellement les déclarations de Barris. George Clooney le sait bien :

« Voir un homme riche et célèbre faire de tels aveux est à la fois fascinant et profondément choquant. Seul Chuck pourrait nous dire s'il s'agit de la vérité ou d'une affabulation et, avec lui, le secret est bien gardé. »

— George Clooney